# Carlo Maderno

Façana de Sant Pere del Vaticà, per Carlo Maderno

Carlo Maderno (1556 - 30 de gener de 1629). Arquitecte d'origen italià, nascut en Capolago, cantó del Tesino (Suïssa).
Pertanyent a una família de picapedrers, es va formar amb el seu oncle Domenico Fontana, a Roma, com picapedrer i estucador.
La seva primera obra important és la façana de Santa Susanna, realitzada entre 1595 i 1603, a la qual s'utilitza el model de la façana del Gesú de Roma de Della Porta, encara que introduïx una major volumetria que accentua el clarobscur, precedent directe del que es farà en el barroc.

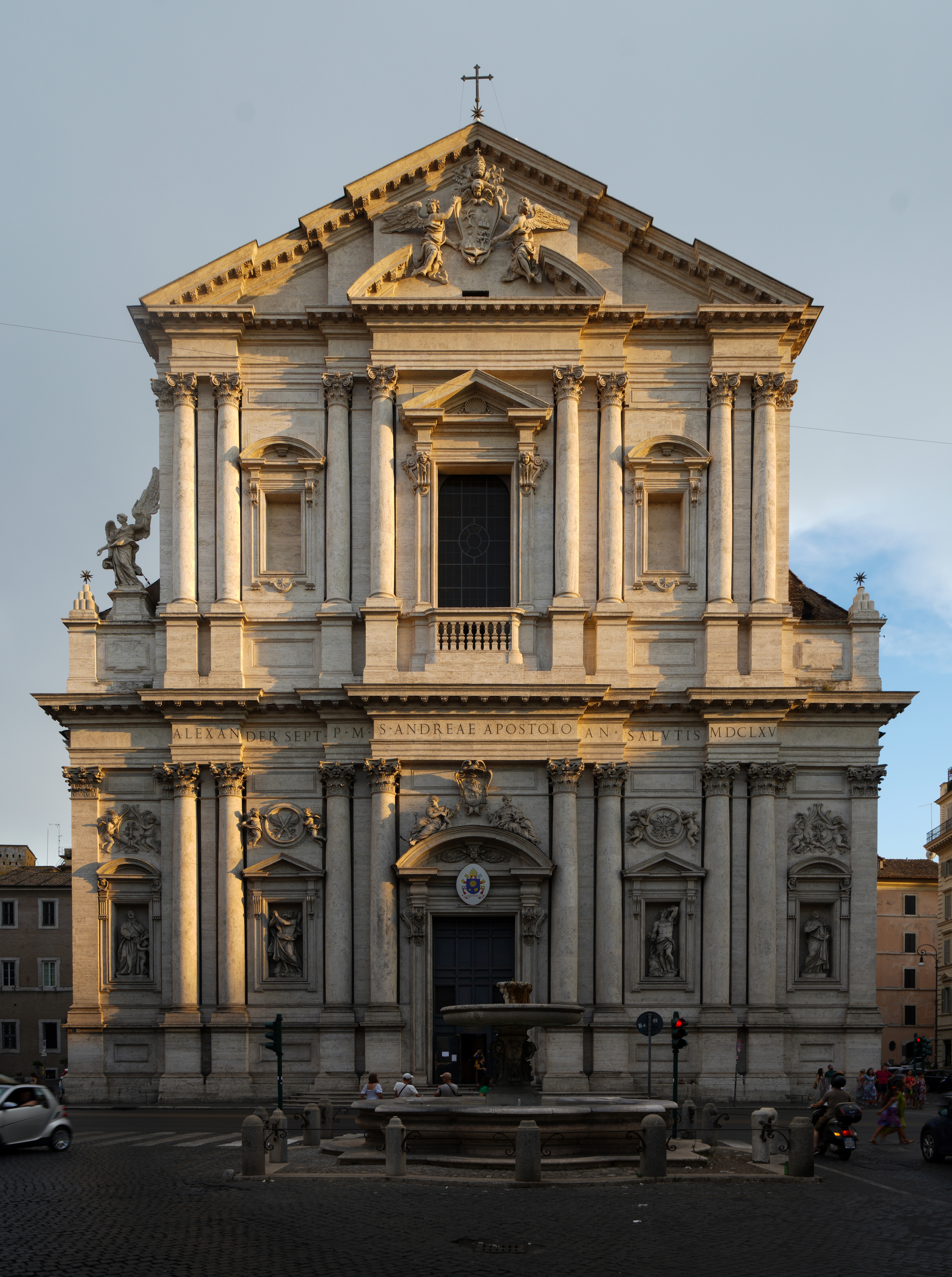
Sant'andrea della Valle, Roma

Sota el pontificat de Pau V, guanya el concurs per a la conclusió de la Basílica de Sant Pere del Vaticà, en la qual planteja, per a donar una major cabuda als fidels, transformar el projecte de Miquel Àngel de planta de creu grega centralitzada en una planta de creu llatina, longitudinal. La solució de Maderno havia de ser un compromís que no alterés el concepte fonamental plantejat per Miguel Àngel, la cúpula, com a element dominant i organitzador de l'espai, així a l'aixecar la monumental façana, aquesta es desenvolupa en la mesura del possible longitudinalment i no en altura, malgrat la seva gran monumentalitat.
La cúpula de Miquel Àngel, en qualsevol cas queda desplaçada cap al fons, a causa dels nous volums introduïts. No obstant això està reconegut el mèrit de Maderno a l'haver obrat amb un gran respecte per l'obra de Miquel Àngel, i haver articulat l'edifici, amb tots els condicionaments que se li plantejaven, tenint molt en compte l'espai que ho precedia i preparant la gran solució urbanística donada per Gian Lorenzo Bernini para la plaça.
Maderno va participar en moltes de les grans obres de la seva època (vegeu llista d'obres).

## Obres
- Capella fúnebre de la Família Caetani a Santa Pudenziana, iniciada per Francesco da Volterra, acabada per Maderno l'any 1598
- Sant Giacomo degli Incurabili, Roma; iniciada per Francesco da Volterra, acabada 1598-1602 per Maderno
- Cappella Aldobrandini a Santa Maria sopra Minerva, a Roma, 1602
- Vila Aldobrandini, a Frascati; iniciada per Giacomo della Porta, 1602-1604 acabada per Maderno
- Santa Susanna, a Roma, decoració interior i façana, cap a 1593-1603
- Palazzo Lancelotti, a Frascati; iniciat per Francesco da Volterra, acabada per Maderno
- Palazzo Mattei di Giove, a Roma, 1598-1617
- Basílica de San Pedro a Roma, nau i façana, 1607-1620
- Sant'Andrea della Valle, a partir de 1608, la construcció de la façana segons plànols de Maderna, acabada segons Kuppel 1622
- Hochaltar für Santa Maria della Pace, 1611-1614
- Vila Mondragone a Frascati, a partir de 1613 en col·laboració amb els arquitectes Giovanni Vasanzio, Flaminio Ponzio, Girolamo Rainaldi i Giovanni Fontana
- Sant Giovanni de'Fiorentini, 8-seitige Vierungskuppel, 1614
- Palazzo Quirinale, a Roma, Portada i jardí, a partir de 1615
- Palazzo Barberini, a Roma, Planung ab 1625, acabada per Gian Lorenzo Bernini i Borromini